# Bok med blanka sidor
Bok med blanka sidor är ett studioalbum av Peter LeMarc från 1995.

## Låtlista
1. "Fyra steg i det blå"
2. "Lyckliga ögon"
3. "En sån som jag"
4. "Blå taxibil"
5. "Fruset vatten"
6. "Tess "
7. "Aldrig äldre än såhär"
8. "Stolt"
9. "Vad skulle du med mej till"
10. "Dessa tankar på dig"
11. "Gå ingenstans utan mej"
12. "Pärlemor"
13. "Ett sätt att älska, tusen sätt att gå"
14. "Bok med blanka sidor"

## Medverkande
- Peter LeMarc - (upphovsman, medverkande)
- Pelle Sirén - (medverkande)
- Tony Thorén - (medverkande)
- Mats Asplén - (medverkande)
- Werner Modiggård - (medverkande)

## Listplaceringar
| Lista (1995–1996) | Topplacering |
| ----------------- | ------------ |
| Sverige           | 1            |